# Kuşköy
Kuşköy est un village situé au nord-est de la Turquie, dans la Chaîne Pontique et la région historique du Pont. Il relève aujourd'hui du district de Çanakçı dans la province de Giresun. En 2017, la langue des oiseaux, utilisée par la population locale et qui permet de communiquer moyennant un langage sifflé, a été inscrite sur la liste du patrimoine culturel immatériel de l'UNESCO. 

## Géographie
Kuşköy est située à 85 km de la ville de Giresun, chef-lieu de province, et à 7 km de Çanakçı, chef-lieu de district. Le village, dont l'altitude est de 168 mètres, est isolé entre deux montagnes. Il compte cinq lieux-dits répartis le long du Çanakçı, cours d'eau qui en forme l'axe. Puis le Çanakçı traverse la ville éponyme en formant une cuvette avant d'atteindre la Mer Noire. Le village est distant de cette dernière de 27 km.

## Histoire
En 1431, la localité de Kuşköy, jusqu'alors gréco-byzantine, passe sous gouvernance ottomane. En 1916, elle passe sous occupation militaire russe et le reste jusqu'au 13 février 1918. Kuşköy devient dépendant de la ville de Çanakçı en 1991. Kuşköy, signifiant littéralement en turc « village de l'oiseau » (kuş = oiseau et köy = village), tire son nom du langage sifflé largement utilisé dans la région depuis des siècles. Ce médium servit en particulier de vecteur d'informations lors de l'occupation russe de 1916-1918. Du fait des particularités géographiques de la région, ce langage demeure en usage.

## Climat
Le climat du village est de type pontique. Les étés sont généralement chauds et humides. En hiver, il tombe certaines années près de 50 centimètres de neige.

## Population
| Données sur la population du village par années | Données sur la population du village par années |
| ----------------------------------------------- | ----------------------------------------------- |
| 2007                                            |                                                 |
| 2000                                            | 669                                             |
| 1997                                            | 656                                             |

## Économie
L'économie du village repose sur l'agriculture et l'élevage. 

## Informations sur l'infrastructure
Le village dispose d'écoles primaires, d'un réseau d'eau potable, de l'électricité et du téléphone fixe. La route qui donne accès au village est asphaltée.

## Culture
Les mets caractéristiques du village sont : anchois, ragoût de cornichons aux haricots et pains de maïs. 
En 2017, la langue des oiseaux, qui permet aux habitants du village de communiquer à travers le sifflement, a été inscrite sur la liste du patrimoine culturel immatériel de l'UNESCO.